# Nonbenzodiazepine
Le nonbenzodiazepine (a volte indicate colloquialmente come "Z-drugs") sono una classe di farmaci psicoattivi che sono molto simili alle benzodiazepine.

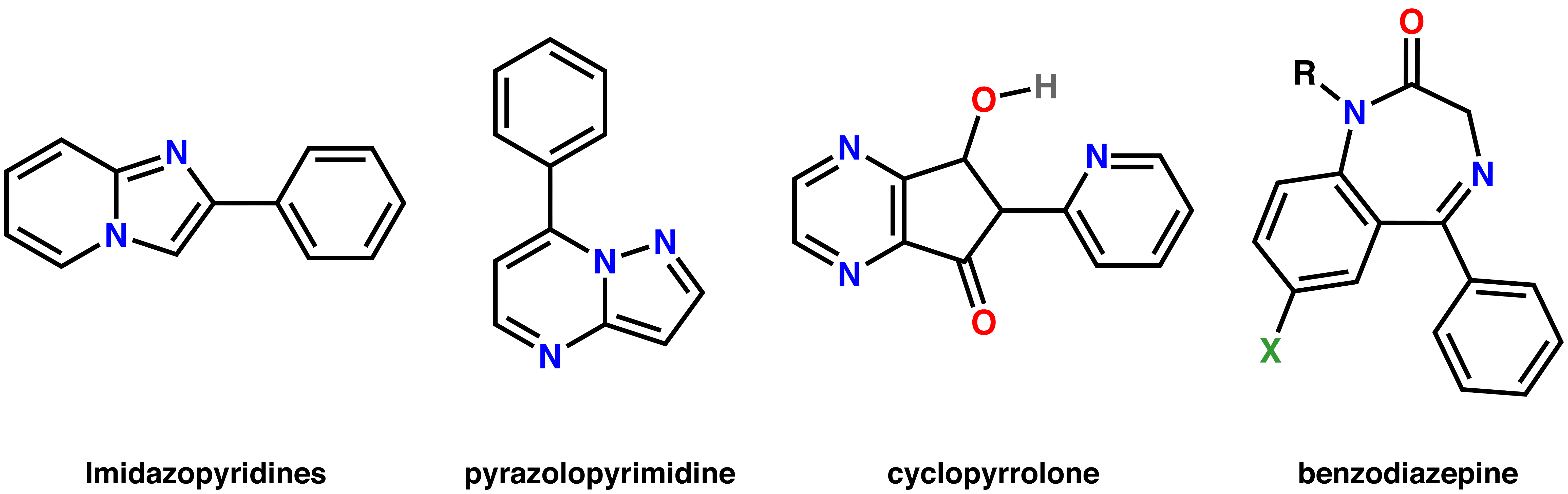
Categorie di nonbenzodiazepine

La farmacodinamica delle nonbenzodiazepine è quasi interamente identica a quella delle benzodiazepine e quindi impiegano benefici, effetti collaterali e rischi simili. Tuttavia, le nonbenzodiazepine hanno strutture chimiche dissimili o completamente differenti e pertanto non sono correlate alle benzodiazepine a livello strutturale.

## Elenco di nonbenzodiazepine
- Zopiclone (Imovan)
- Eszopiclone (Lunesta)
- Zolpidem (Stilnox)
- Zaleplon (Sonata)